# 永安寺 (世田谷区)
永安寺（えいあんじ）は、東京都世田谷区大蔵六丁目にある天台宗の寺院。

## 歴史
当寺院は、元々当地に建立されたものではなく室町時代に鎌倉公方となった足利氏満(足利基氏の子）が没したのち､その菩提寺として足利氏満の法号から「永安寺」と称した寺院を応永5年(1398年)鎌倉の二階堂大蔵谷の地に建立したものが起源になっている。
開創当初は天台宗ではなく臨済宗で読みも｢ようあんじ｣であった。
その後鎌倉公方四代目であった足利持氏が永享の乱で敗れ､永享11年(1439年)にこの永安寺において多くの家臣とともに自害した。その後この永安寺も廃れたが、持氏の遺命で家臣であった二階堂信濃守の子で清仙上人が延徳2年(1490年)に鎌倉の大蔵谷に似た地名であった武蔵国中丸郷大蔵村(現在の世田谷区大蔵)の地に寺院を再建し、名前も同じ「永安寺」とした。これが当寺院の直接的な起源である。
その後、天正年間に良深大和尚によって臨済宗から天台宗に改められた。また、明暦年間に法印乗海大和尚によって本堂などが整えられて中興され、現在の永安寺の基礎と言えるものが出来た｡
現在の本堂は昭和に入ってからで、1960年のもの。
本堂左手の墓地には江戸幕府書物奉行石井至穀一家累代の墓がある。

## 主な施設
- 本堂
- 観音堂
- 龍華樹
- 墓地
- 永安寺学園幼稚園(近隣の世田谷区鎌田にある幼稚園。1973年開園。当寺院が母体になっている。)[4]

## アクセス
- 東急田園都市線・東急大井町線二子玉川駅または小田急小田原線成城学園前駅、京王線調布駅よりバス(東急・小田急バス、玉07系・玉08系など)永安寺前下車徒歩約2分。[3]
- 小田急小田原線狛江駅よりバス(小田急バス、狛12系)宇奈根ハンカチ公園下車徒歩約5分。
- 小田急小田原線成城学園前駅から徒歩約20分
- 拝観は無料。日中の時間帯のみ受け付け。
- 駐車施設:あり

## 外部サイト
- 学校法人永安寺学園永安寺学園幼稚園公式ページ